# Coiful de la Ciumești

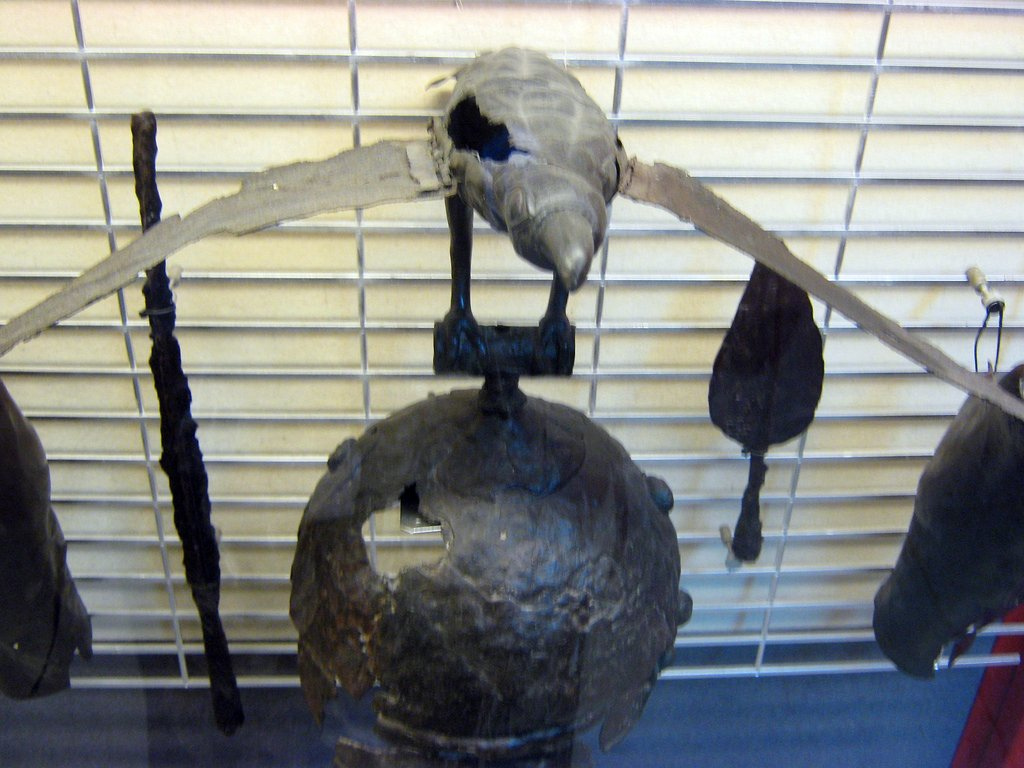
Coiful de la Ciumești

Coiful de la Ciumești este un coif ceremonial celtic, din epoca fierului (sec. IV î.e.n.), descoperit între 1962 și 1965 în localitatea sătmăreană Ciumești. Coiful este păstrat în prezent la Muzeul Național de Istorie din București.

## Descriere
Coiful este realizat din bronz.